# Leidy Solís
Leidy Yessenia Solís Arboleda (* 17. Februar 1990 in Tuluá) ist eine ehemalige kolumbianische Gewichtheberin.

## Karriere
Leidy Solís gewann ihre ersten internationalen Medaillen bei den Zentralamerika- und Karibikspielen 2006. Im Folgejahr siegte sie in der Klasse bis 63 kg bei den Panamerikanischen Spielen in Rio de Janeiro. Bei den Olympischen Sommerspielen 2008 in Peking gewann Solís die Silbermedaille in der Klasse bis 69 kg. Es folgten fünf weitere Goldmedaillen bei den Zentralamerika- und Karibikspielen 2010 und 2014 sowie eine weitere Goldmedaille bei den Panamerikanischen Spielen 2015. Bei ihrer zweiten Olympiateilnahme 2016 in Rio de Janeiro wurde Solís Vierte in der Klasse bis 69 kg und verpasste somit eine weitere Medaille.
Zwischen 2017 und 2019 konnte Solís vier Gold- und zwei Bronzemedaillen bei Weltmeisterschaften gewinnen. Des Weiteren wurde sie mehrfache Panamerikanische Meisterin.